# Snedpunktsgräsmal
Snedpunktsgräsmal, Elachista cinereopunctella är en fjärilsart som först beskrevs av Adrian Hardy Haworth 1828.  Snedpunktsgräsmal ingår i släktet Elachista, och familjen gräsminerarmalar. Enligt den svenska rödlistan är arten sårbar i Sverige. Snedpunktsgräsmal förekommer sällsynt på Öland och Gotland. och hör hemma i kalkrik terräng. Dess livsmiljöer är gles tallskog, alvarmark,  övergiven betesmark, i gläntor och i skogsbryn.

## Bildgalleri

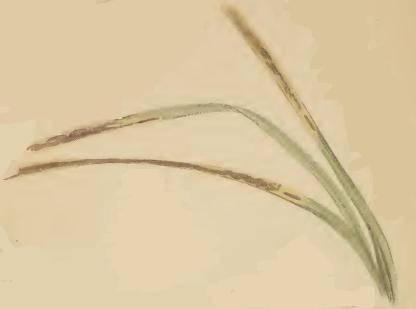
Slankstarr angripet av snedpunktsgräsmal
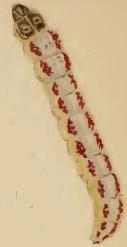
Snedpunktsgräsmalens larv
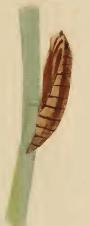
Puppa av snedpunktsgräsmal
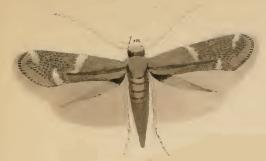
Imago snedpunktsgräsmal